# Russula fellea
Russula fellea, o rúsula de hiel, es un hongo basidiomiceto de la familia Russulaceae. Su basónimo es Agaricus felleus Fr. 1821. Crece en una variedad de suelos, tanto ácidos como calcáreos, y tanto en zonas de llanura como de montaña. Es un hongo frecuente, muy común en bosques de hayas y robles de Europa. Su seta, o cuerpo fructífero, aflora de verano a otoño, normalmente en pequeños grupos. El epíteto específico, fellea, significa "amarga, hiel".

## Descripción
Su seta, o cuerpo fructífero, posee un sombrero de entre 5 y 9 centímetros de diámetro, de forma convexa en ejemplares jóvenes. Posteriormente toma forma aplanada y, finalmente, queda deprimido en el centro, con el borde acanalado. La cutícula es de color amarillo pajizo, y más clara en los bordes, y brillante, lisa y fácilmente separable. Las láminas son delgadas, apretadas y adheridas, y se bifurcan cerca del pie. Son blancas en ejemplares jóvenes y de color crema más tarde. El pie mide entre 1 y 2 centímetros de diámetro y entre 4 y 6 de altura, y es macizo y blanco, con estrías amarillentas. La esporada es blanca.